# あこがれベビー
『あこがれベビー』は、1981年4月28日から1981年6月16日まで、日本テレビ系列の『火曜劇場』（毎週火曜日22:00〜22:54）にて放映されたテレビドラマ。全8話。

## 概要
東京・浅草を舞台に、信用金庫勤務で気の弱い性格の真人と逆に気が強い現代っ子の看護師・かおりの新婚カップルの子作りに奮闘する姿を描いた人情コメディ。「千代の富士みたいに強い子が欲しい」と毎晩千代の富士の写真を枕の下に入れるなど、あの手この手のユニークな子作り法を試す様子や、二人の家族、近所の人々も絡む騒動、浅草の祭りなどのイベントを盛り込みながら描いていった。

## キャスト
- 浦真人：西郷輝彦
- 浦かおり：星野知子
- 浦真造：千秋実 - 真人の父
- ゆか：沢村貞子 - 助産婦
- さつき；西川峰子
- 大介：火野正平 - 真人の友人
- カネ子：あき竹城
- 片桐：太宰久雄
- 中尾彬
- 松尾嘉代
ほか

## スタッフ
- プロデューサー：深山由美子
- 脚本：布勢博一（全話担当）
- 演出：小田切成明、伊藤祥二
- 制作：日本テレビ

## サブタイトル
| 話数 | 放送日        | サブタイトル          | 演出       | 備考               |
| ---- | ------------- | --------------------- | ---------- | ------------------ |
| 1    | 1981年4月28日 | 基礎体温上昇日        | 小田切成明 |                    |
| 2    | 1981年5月5日  | 君はやさし野辺の花    | 小田切成明 |                    |
| 3    | 1981年5月12日 | 心を見せてくれますか? | 小田切成明 |                    |
| 4    | 1981年5月19日 | おたまじゃくし頑張れ  | 小田切成明 |                    |
| 5    | 1981年5月26日 | 女房貸します          | 小田切成明 |                    |
| 6    | 1981年6月2日  | おとこの責任          | 小田切成明 |                    |
| 7    | 1981年6月9日  | 来たか! こうのとり    | 伊藤祥二   |                    |
| 8    | 1981年6月16日 | 真人さん頑張って      | 伊藤祥二   | ゲスト：千代の富士 |